# Burgruine Attinghausen

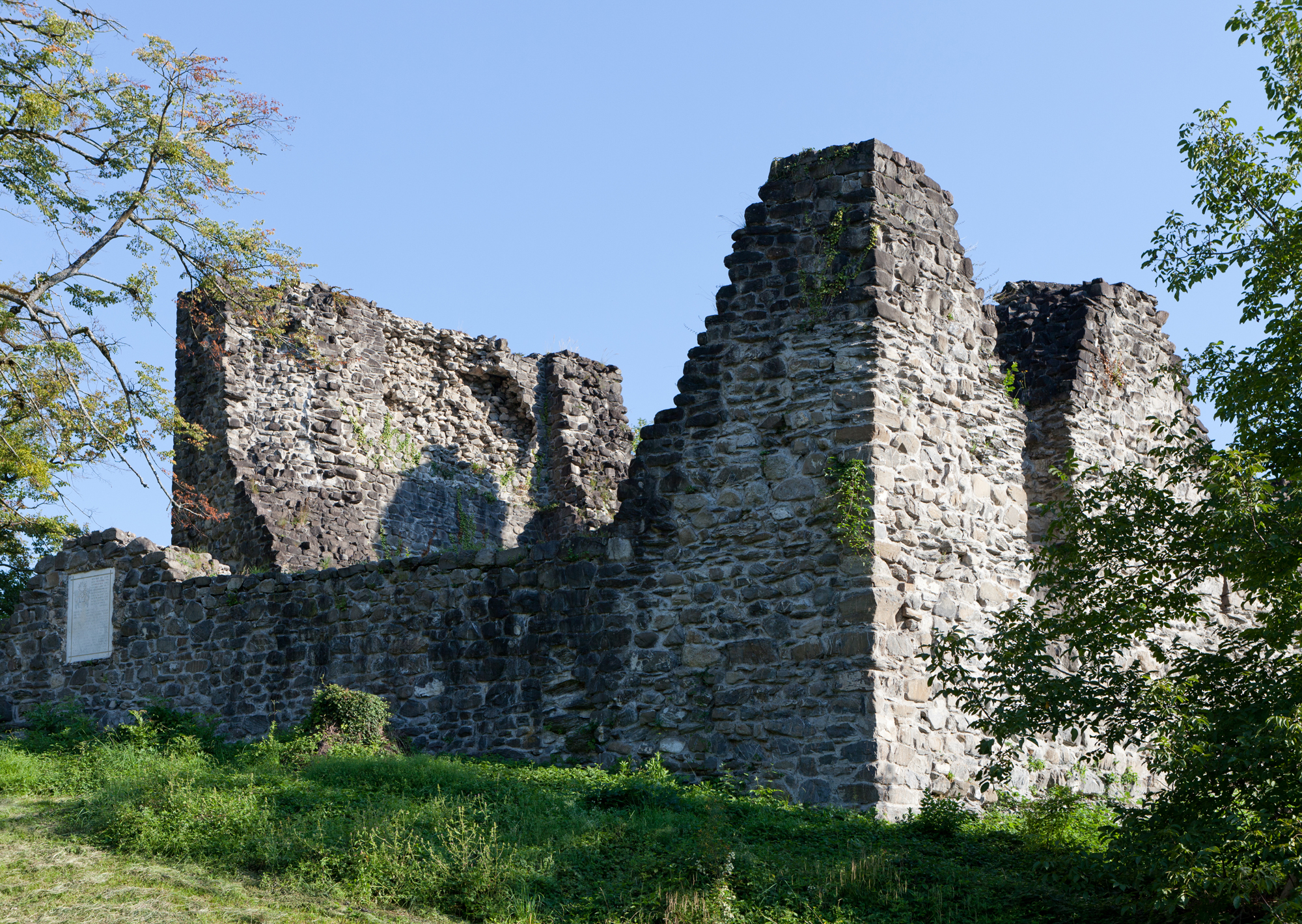
Burgruine Attinghausen (2011)

Die Burgruine Attinghausen steht in der Gemeinde Attinghausen im Schweizer Kanton Uri.
Die Burg wurde im 13. Jahrhundert gebaut und ist ein Kulturgut von nationaler Bedeutung.